# Gorogobius stevcici
Gorogobius stevcici é uma espécie de peixe da família Gobiidae e da ordem Perciformes.

## Morfologia
- Os machos podem atingir 3,3 cm de comprimento total e as fêmeas 2,33.[4]

## Habitat
É um peixe marítimo, de clima tropical e bentopelágico que vive entre 15–40 m de profundidade.

## Distribuição geográfica
É encontrado no Golfo da Guiné: São Tomé.

## Observações
É inofensivo para os humanos.